# Xmilk
Xmilk fou un grup de música hardcore old school de Sabadell format el 1994 després de la separació del grup Plastidecore, amb un estil «tècnic, extrem i contundent» i amb influències de 7 Seconds, Minor Threat, Manliftingbanner, Fugazi, Refused, Abhinanda, Gorilla Biscuits i Youth of Today, entre d'altres. Es separaren el 1999 però tornaren als escenaris el 2005 fins al 2010.
L'any 2006, BCore Disc en publicà Discografía Completa 1994-2000, una antologia que recull totes les seues gravacions oficials a més de temes apareguts en diversos recopilatoris i algunes sorpreses addicionals. Tot aquest contingut està inclòs en un únic disc compacte que inclou un llibret amb abundants fotografies del grup, textos explicant l'evolució de la banda, reproduccions de les caràtules originals dels discos del grup i una pista interactiva amb la cançó «Personal» en directe gravada el 1998.

## Discografia
- 1995: Personal (BCore Disc)
- 1996: Function (BCore Disc i Fragment Records)[1]
- 1998: Scarcity (BCore Disc)
- 2006: Discografia completa 1994-2000 (BCore Disc)[2]
- 2020: Brunes, tendres, rebels (Bcore Disc, La Agonía de Vivir, Drone Atrack i Lola Crea)[5]